# Алференко, Геннадий Петрович
Генна́дий Петро́вич Алфере́нко (род. 15 декабря 1948) — общественный деятель, социальный инноватор. Кавалер ордена преподобного Сергия Радонежского.

## Биография
Геннадий Алференко изучал геологию и геофизику в Новосибирском государственном университете с 1966 по 1973 годы.
В 1970 году Алференко создал первую в СССР местную общественную организацию с правом юридического лица Новосибирское объединение «Терпсихора», общество организовывало события с выступлениями звёзд балета Екатерины Максимовой, Владимира Васильева, Алисии Алонсо, Мариса Лиепы и Михаила Барышникова.
С 1973 по 1985 годы возглавлял группу исследователей, занимающихся разведкой нефтяных и газовых месторождений в восточной Сибири и на острове Сахалин [уточнить].
В 1985 году, после публикации в Новосибирске статьи Алференко об идее национальной кампании поддержки инноваторов и энтузиастов, Михаил Горбачёв пригласил его учредить национальный фонд поддержки социальных инноваций в Москве. Алференко создал «Фонд социальных изобретений» при газете «Комсомольская правда», как добровольную ассоциацию читателей для реализации инициатив, способствующих созданию и развитию открытого гражданского общества. Благодаря уникальному мандату на запуск новых организаций под своим началом, Фонд социальных изобретений учредил и предоставил организационную и финансовую поддержку Союзу ветеранов Афганистана, из воспоминаний А.Котенева «Фонд был в числе организаций оказавших помощь в воплощении идеи консолидации разрозненных общественных формирований „афганцев“. Первым практическим шагом на пути реальной помощи участникам войны в Афганистане стал объявленный „Комсомолкой“ сбор средств в фонд помощи ветеранам „Долг“.»
В 1989 году под патронажем Фонда социальных изобретений СССР состоялось юридическое оформление инициатив по созданию общественных организаций чернобыльцев, предполагаемая перспектива работы которых заключалась «в борьбе за социальные права пострадавших, за признание связи заболеваний и смерти с радиоактивным облучением и работами в зоне ЧАЭС, за гласность и информированность». А также фонд сотрудичал с Ассоциацией шахтеров «Богатыри» и Ассоциацией «Фонд авиационной безопасности полетов СССР».
В 1989 году Алференко при поддержке Генри Дейкина, председателя совета директоров Dakin Company и филантропа, и Питера Голдмарка, президента Фонда Рокфеллера создал «Фонд социальных инноваций США», с начальным финансированием от Фонда братьев Рокфеллеров, Фонда Форда и Фонда Чарльза Стюарта Мотта [уточнить]. Совместно с Фондом социальных изобретений СССР, Фонд социальных инноваций США организовал первые программы студенческих обменов между СССР и США, а также встречи ветеранов Вьетнамской и Афганской войн для разработки программ взаимопомощи.
Совместно с Esalen Institute в 1989 году Алференко организовал первую поездку Бориса Ельцина в США, устроив его встречи с Президентом США Джорджем Бушем, экс-Президентом Рональдом Рейганом и другими государственными и деловыми лидерами. Поездка включала 11 городов и воплотила мечту Ельцина увидеть Статую свободы и образец страны с рыночной экономикой. По словам самого Г. П. Алференко: "Я предложил Борису Николаевичу: «Хотите поехать в Америку?».
В 1992 году совместно с ЦСКБ-Прогресс, Центральным самарским конструкторским бюро, заводом «Прогресс» и банком «Санкт — Петербург» был организатором проекта Космический перелёт «Европа-Америка-500». По словам Геннадия Алференко, ему «удалось заключить контракт на организацию оплачиваемой предпринимателями США стажировки российских предпринимателей», в мае 2001 года Государственный департамент США опубликовал информацию:

О российско-американской программе, в которой с 1993 по 2000 годы принимали участие около 3 000 человек:
Оригинальный текст (англ.)«...direct links between U.S. and Russian communities that continue after the program experience... From the program’s inception in 1993 through 2000, nearly 3,000 Russians have participated in the program.»
—  

## Награды и привилегии
Кавалер ордена преподобного Сергия Радонежского
Почётный гражданин городов Новый Орлеан (штат Луизиана), Сан-Франциско, Сан-Диего (штат Калифорния), Атланта (штат Джорджия), Джуно (штат Аляска), Сиэтл (штат Вашингтон).
9 февраля 2010 года указом президента Северной Осетии Таймураза Мамсурова награждён медалью «Во славу Осетии» за «вклад в социально-экономическое развитие Республики Северная Осетия-Алания»